# Georg Friedrich König

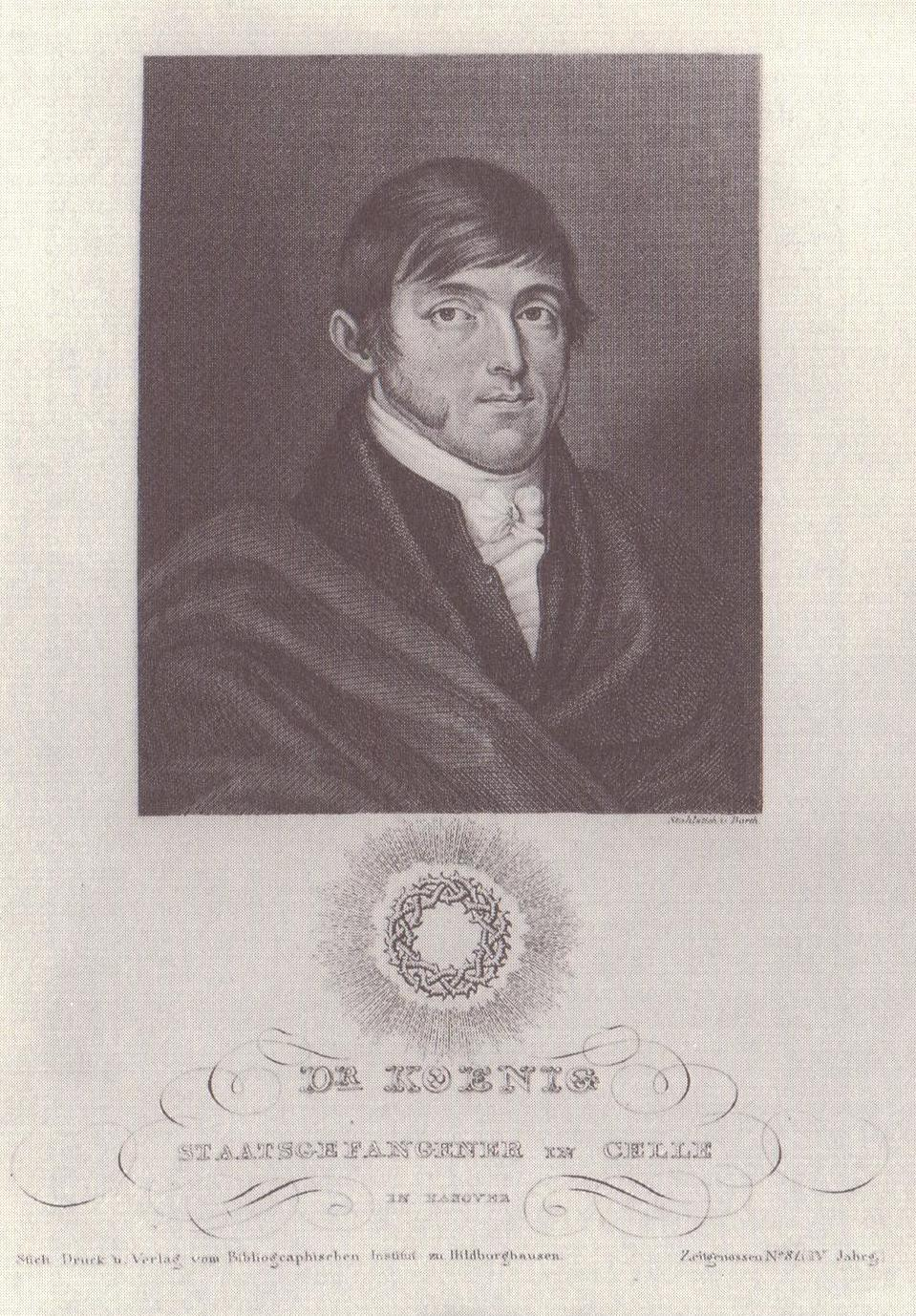
Georg Friedrich König, „Staatsgefangener in Celle“, Porträtblatt mit Dornenkrone, 1834

Georg Friedrich König (* 1781 in Ertinghausen; † 1848 in Osterode am Harz) war Rechtsanwalt in Osterode am Harz. Durch eine brisante politische Anklageschrift fiel er 1831 bei der königlich-hannoverschen Regierung in Ungnade und wurde zehn Jahre lang in Haft gehalten. König gehört zu den Vorkämpfern des Verfassungsstaats im deutschen Vormärz.

## Königs Anklageschrift
Die Protestschrift Königs, unter dem Eindruck der Pariser Julirevolution und der anhaltenden Restauration in den deutschen Monarchien verfasst, trägt den Titel Anklage des Ministeriums Münster vor der öffentlichen Meinung. Ihre Hauptforderungen sind die Überführung der königlichen Domänen in Staatsbesitz, die rasche und radikale Ablösung der bäuerlichen Lasten und Pflichten gegenüber der Grundherrschaft und die staatliche Förderung der Industrie. Dahinter steht die Forderung nach öffentlichem Diskurs und parlamentarischer Vertretung der Volksinteressen.
Mit seinen glänzend formulierten und die verbreitete Stimmung im Bürgertum wiedergebenden Forderungen verband König schwere Angriffe auf die Person des ersten königlichen Ministers Graf Münster, dem er nicht nur ein enges Bündnis mit der Zentralgestalt der Restauration, dem Fürsten Metternich, sondern auch persönliche Bereicherung in der Umbruchzeit des Wiener Kongresses vorwarf – beides nach heutigem Historikerurteil weitgehend unzutreffend.

## Persönliche Folgen
Georg Friedrich König wurde nach dem Erscheinen seiner Schrift und den folgenden Unruhen vom eingerückten Militär in Osterode verhaftet und in Hannover zu zehn Jahren Zuchthaus verurteilt. Die Haftzeit verbrachte er in Celle und Emden. In dieser Zeit war er weiterhin schriftstellerisch tätig. In Teutsche Briefe. Geschrieben im Zuchthause zu Emden, erschienen 1837, legte er in der Form von Briefen an seinen Sohn seine Sicht der deutschen Vergangenheit und Zukunft unter den Gesichtspunkten von Freiheit und Recht dar.

## Politische Folgen
In Osterode kam es durch Königs Initiative im Januar 1831 zur Bildung einer Communalgarde und zur öffentlichen Einforderung bürgerlicher und städtischer Rechte gegenüber der Hannoverschen Regierung. Der Funke sprang über nach Göttingen, wo Studenten eine Nationalgarde bildeten und in der Stadt für Freiheit und Verfassung demonstrierten. Auf beide Ereignisse reagierte die Regierung mit der Entsendung von Soldaten und gewaltsamer Wiederherstellung der Ruhe. Graf Münster aber wurde nach 26 Dienstjahren im Februar 1831 als Minister entlassen. Langfristig gehörte Georg Friedrich König zu den Wegbereitern der Göttinger Sieben, der Frankfurter Nationalversammlung von 1848 und der weiteren Entwicklung zum demokratischen Verfassungsstaat.